# Jean-Baptiste Auguste Chauveau
Jean-Baptiste Auguste Chauveau, född 23 november 1827 i Villeneuve-la-Guyard, departementet Yonne, död 4 januari 1917, var en fransk fysiolog.
Chauveau studerade vid veterinärskolan i Alfort och medicinska fakulteten i Paris, blev professor vid medicinska fakulteten i Lyon, 1875 direktör för veterinärskolan där, sedermera generalinspektör för veterinärskolorna i Frankrike och 1886 professor i jämförande patologi vid Muséum national d'histoire naturelle i Paris ävensom ledamot av franska Vetenskapsakademien. 
Chauveau utgav ett stort antal viktiga avhandlingar inom olika delar av fysiologin och den allmänna patologin samt en lärobok i husdjurens jämförande anatomi (Traité d'anatomie comparée des animaux domestiques, 1857; fjärde upplagan, tillsammans med Saturnin Arloing, 1890). Chauveau invaldes 1890 som utländsk ledamot av svenska Lantbruksakademien.